# Kris (Film)
Kris (dt. „Krise“) ist ein in Schwarzweiß gedrehtes schwedisches Filmdrama aus dem Jahr 1946. Kris entstand nach dem Theaterstück Moderhjertet von Leck Fischer und ist das Filmdebüt des Regisseurs Ingmar Bergman. 

## Handlung
Nelly wächst in bescheidenen, aber unbeschwerten Verhältnissen bei ihrer Ziehmutter Ingeborg in einer schwedischen Kleinstadt auf. Als sie achtzehn Jahre alt geworden ist, erscheint ihre leibliche Mutter Jenny im Ort, die ihr ein besseres Leben in der Großstadt anbietet, da sie mit ihrem einträglichen Schönheitssalon inzwischen materiell abgesichert ist. Bei einem abendlichen Ball im Ort kommt es zum Eklat: Jennys Liebhaber, der erfolglose Schauspieler Jack, ist ihr nachgereist, stört die Veranstaltung und macht Nelly Avancen, über die es zum Streit mit Nellys Verehrer Ulf kommt. Obwohl Ingeborg, die unheilbar erkrankt ist, Nelly bei sich behalten möchte, zieht die junge Frau zu ihrer Mutter in die Stadt. Ihren Unterhalt verdient sie als Angestellte in Jennys Salon. 
Bei einem Besuch Ingeborgs gesteht ihr Jack unter vier Augen, dass er Jenny nicht liebt und sich nur von ihr aushalten lässt, und seine Verliebtheit in Nelly ebenso egoistischer Natur ist. Ingeborg reist zurück, niedergeschlagen über Nellys Abwesenheit und voller Selbstzweifel, ob ihre Liebe zu ihrer Ziehtochter nicht ebenso selbstsüchtig ist wie die Jacks. Kurz darauf verführt Jack Nelly nach Feierabend in Jennys Geschäft. Jenny ertappt die beiden auf frischer Tat; der anschließende Schlagabtausch, in dem Jenny und Jack ihrer Einsamkeit und Illusionslosigkeit Ausdruck verleihen, endet mit seinem Suizid. Nelly reist zurück in ihren Heimatort. Ingeborg hat beschlossen, ihrer Krankheit so lange wie möglich zu trotzen, und zwischen Nelly und Ulf deutet sich die Möglichkeit an, dass sie zusammenfinden werden.

## Hintergrund
Nach dem Erfolg von Alf Sjöbergs Die Hörige (1944), zu dem Ingmar Bergman das Drehbuch verfasst hatte, bot die Filmproduktionsgesellschaft Svensk Filmindustri Bergman, der auf eine Chance zu einer eigenen Regiearbeit drängte, die Verfilmung des erfolgreichen Stücks Moderhjertet (dt. „Muttertier“) des dänischen Dramatikers Leck Fischer an. Bergman besaß zwar bereits Theatererfahrung, hatte aber als Filmregisseur zuvor nur die Schlussszene von Die Hörige inszeniert.
Kris entstand im Juli und August 1945 in den Råsunda Film Studios in Filmstaden, die Außenaufnahmen fanden in Hedemora und Djurgården, Stockholm, statt. Bergman schilderte die Dreharbeiten später als Aneinanderreihung technischer und personeller Schwierigkeiten und als seine einzigen Verbündeten Carl-Anders Dymling und Victor Sjöström von Svensk Filmindustri sowie seinen Filmeditor Oscar Rosander.
Der Film startete in Schweden am 25. Februar 1946. Die Kritiken waren zwiegespalten, beim Publikum fiel Kris durch. Bergman bezeichnete das Stück im Rückblick als „Publikumshurerei“ und seinen Film als „schlecht in jeder Beziehung“. „Es gibt eine Szene darin, die funktioniert, das ist die im Schönheitssalon. Das sind ungefähr zweihundert Meter [= ca. 7 Minuten].“ (Bergman) Unter den Darstellern wirkte einzig Stig Olin regelmäßig in Bergmans späteren Filmen bis Anfang der 1950er Jahre mit. Inga Landgré absolvierte vereinzelte Auftritte in Frauenträume (1955), Das siebente Siegel (1957) und Nahe dem Leben (1958).
Kris wurde weder in den deutschen Kinos noch im Fernsehen gezeigt. Am 3. November 1978 lief er im Rahmen der Nordischen Filmtage Lübeck.

## Kritik
„In Bergmans Imagination steckt etwas ungezügeltes, nervöses, das einen verstörenden Eindruck hinterlässt. Er fällt von einer Übertreibung in die nächste und ist offenbar nicht in der Lage, eine rationale Haltung einzunehmen. […] Was das schwedische Kino braucht sind keine Experimentatoren, sondern intelligente, vernünftige Leute, die uns mit lebendigen Menschen und gehaltvollen Aussagen konfrontieren.“

„Wir müssen uns von dem formelhaften Filmemachen lösen, in dem zu viele Köche nach dem Publikum schielen. […] Kris ist ohne Zweifel der weiteste, mutigste und entschiedenste Schritt fort von dem Provinzialismus, in dem der schwedische Film seit langer Zeit verharrt.“